# Bestattungsverfügung
Eine Bestattungsverfügung ist eine Erklärung eines lebenden Menschen, wie mit seiner Leiche nach seinem Tod verfahren werden soll. Unter  juristischen Gesichtspunkten handelt es sich um eine Willenserklärung. Sie wird zu Lebzeiten erstellt und dient für die Zeit nach dem Tode. Sie ist Ausdruck des allgemeinen Persönlichkeitsrechtes.
Sie kann unter Zuhilfenahme der Beratung eines Bestatters, einer Körperschaft öffentlichen Rechts (z. B. Kirchengemeinde) oder eines Notars erstellt werden. Eine Bestattungsverfügung kann vom Verfügenden jederzeit geändert oder ganz aufgehoben werden. Die Bestattungsverfügung richtet sich an die Totenfürsorgepflichtigen, wenn sie nicht zugleich mit einer postmortalen Vollmacht verbunden ist.

## Sinn einer Bestattungsverfügung
Viele Menschen kümmern sich nicht darum, was mit den eigenen Überresten nach dem Tode geschehen soll. Angehörigen fällt es daher oft schwer, eine Bestattung zu organisieren, weil sie keine oder nur vage Kenntnisse über die Vorstellungen und Wünsche des Verstorbenen haben. Angesichts des Zeitdruckes, der seelischen Belastung durch den Verlust und der anstehenden Kosten können Wünsche des Verstorbenen oft nicht angemessen umgesetzt werden. Eine zu Lebzeiten selbst verfasste Bestattungsverfügung kann diese Situation deutlich entschärfen.

## Formvorgaben
Die Bestattungsverfügung unterliegt keinen besonderen Formvorschriften. Dies ist nach deutschem Recht nicht gesondert geregelt. Die allgemeinen Regeln bei Willenserklärungen bieten sich an. Von Bedeutung ist es, dass sie zweifelsfrei dem Willen des Verfügenden entspricht und ohne äußeren Druck entstanden ist. Handschriftlich vom Verfügenden selbst verfasst gilt dabei als nachgewiesen. Gedruckte Verfügungen können mit Bestätigung eines Notars oder des Hausarztes besser als zweifelsfrei belegt sein. Die Verfügung über die Bestattung kann Teil eines Testamentes sein. Da die Eröffnung des Testamentes meist später als die Bestattung stattfindet, kann dies zu Schwierigkeiten führen. Eine weitere Möglichkeit der Erstellung, Verwaltung und Freigabe einer Bestattungsverfügung bieten internetbasierte Vorsorge-Plattformen an.

## Rechtsgrundlage
Eine Bestattungsverfügung ist rechtlich betrachtet die Willenserklärung eines Menschen in Bezug auf dessen eigene Bestattung. Angehörige sind aber nicht verpflichtet, die Wünsche in einer Bestattungsverfügung umzusetzen, wenn keine klare rechtliche Grundlage, zum Beispiel ein Bestattungsvorsorgevertrag, besteht. Es gibt keine Sanktionen, wenn die Inhalte der Verfügung oder auch der Vollmacht nicht umgesetzt werden.

## Inhalt einer Bestattungsverfügung
Mindestanmerkungen einer Bestattungsverfügung (üblicherweise)
- Überschrift „Bestattungsverfügung“ oder ähnliche Formulierung
- Erstellungsort und Datum
- Name, Anschrift, Geburtsdatum
- Eingangsformel „Wünsche zu meiner Bestattung“ oder ähnlich
- Hinweis zur gewünschten Bestattungsart und zum Bestattungsort
- Unterschrift

Möglicher Inhalt
- Festlegung, ob eine Bestattungsfeier stattfinden soll, und dafür Hinweise zur Gestaltung.
- Hinweise auf eine mögliche Bestattungsvorsorgeversicherung, zu einem bestehenden Vorsorgevertrag oder einem dafür vorgesehenen Sparkonto (einschließlich Einräumung einer Bankvollmacht an den Bestattungspflichtigen).
- Festlegung zum Umfang der Bestattung.
- Falls zum Zeitpunkt der Erstellung der Verfügung eine Grabstelle vorhanden ist, Angaben über eine Alternative, wenn die Grabstelle zum Zeitpunkt der Bestattung nicht mehr in Anspruch genommen werden kann.
- Angabe einer Person, die im Falle von Unklarheiten Entscheidungen treffen soll.
- Hinweis auf andere Schriftstücke und deren Aufbewahrungsort
  - Testament,
  - Familienstammbuch,
  - Versicherungsdokumente,
  - sonstige Verfügungen wie Kremationsverfügung, Seebestattungsverfügung, Einladungsliste zur Bestattungsfeier.

## Ergänzende Hinweise zur Umsetzung
Eine Bestattungsverfügung sollte nicht allein ohne die Einbeziehung der Angehörigen erstellt werden. Dies gilt insbesondere, wenn der Verfasser eine Bestattungsart wählt, die keine Grabstätte hinterlässt, die später besucht werden kann. Eine Grabstätte dient der Trauerbewältigung.